# رؤية نهارية

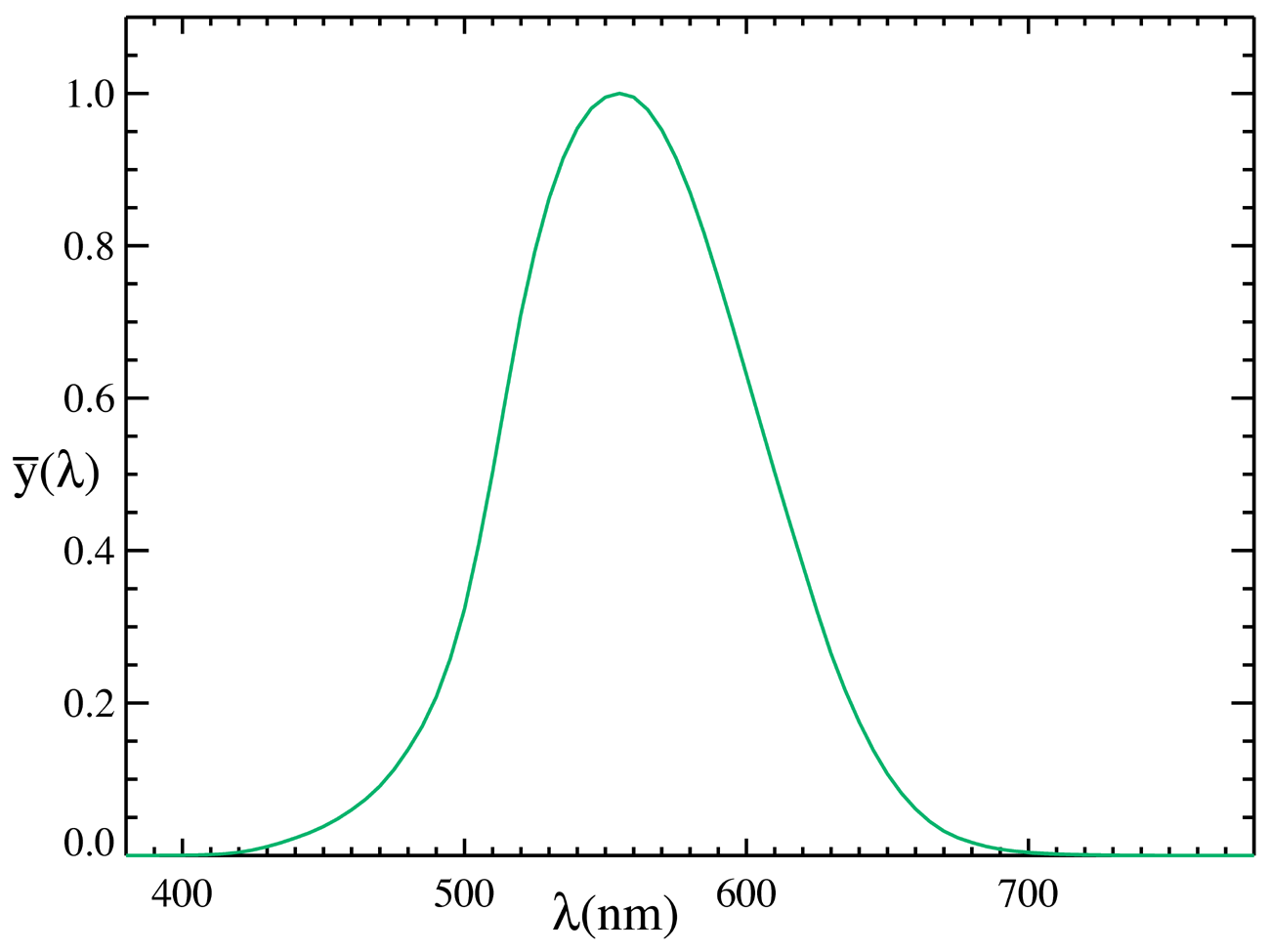
اقتران اللمعان للرؤية النهارية بالفضاء اللوني سي آي إي 1931. المحور الأفقي يمثل الطول الموجي بالملي متر.

الرؤية النهارية أو الرؤية الضيائية (بالإنجليزية: photoptic vision)‏ رؤية النهار أو الرؤية عند توفر الضوء تتم في عين الإنسان عن طريق الخلايا المخروطية الموجودة في الشبكية. ولكن الرؤية في الظلام أو الرؤية الليلية عندما يكون الضوء ضعيفا فيتم في شبكية العين أيضا في خلايا عصوية وتسمى أحيانا خلايا عصوية لتشابهها بالعصى أوبالنبوت. كما يستطيع الإنسان أيضا الرؤية في ضوء منخفض بين النهار والليل مثل وق الغسق وأول الليل فتسمى رؤية وسطية mesopic vision . عندئذ تشترك ذلك النوعان من الخلايا في الرؤية.
تأتي تلك المسميات عن اللغة الإغريقية: phos (ضوء), mesos (وسط) و skotos (ظلام).
والفرق بين الرؤية في النهار والرؤية في الليل هو الإحساس بالألوان أثناء الرؤية في وجود ضوء، فإذا قل الضوء كثيرا أثناء الليل فلا يمكن للعين رؤية الألوان - فالعين ترى أبيض وأسود ورمادي فقط.

## خلايا عصوية وخلايا مخروطية
تقوم مستقبلات الضوء في العين البشرية بالرؤية أثناء النهار أو في وجود ضوء عن طريق خلايا مخروطية على شبكية العين؛ كما توجد على شبكية العين أيضا خلايا نبوتية (عصوية) وهي التي تقوم بالرؤية في الظلام وفي الليل. وبين الرؤية في وجود الضوء وفي الظلام توجد حالة وسطية يكون فيها الضوء قليل مثلما في وقت المغرب فتقوم بالرؤية كلا النوعين من الخلايا، وتسمى تلك المرحلة «رؤية وسطية» mesopic vision.
قدرة العين البشرية هذه في التوفيق والمواءمة بين مستقبلات الضوء ورؤية اللأوان تسمى «ظاهرة بتزولد-بروكه».
نطرا لأن الخلايا النبوتية (العصوية) أكثر حساسية للضوء ذي طول موجة قصيرة عن حساسية الخلايا المخروطية، فهي تعطي صورة مختلفة عن الصورة التي تكونها الخلايا المخروطية وذلك بالنسبة لرؤية الالوان. إذا قمنا برسم حساسية العين لمختلف
ألوان الطيف للضوء المرئي نحصل على منحنى في شكل الجرس حيث تصل قمة اللمعان عن طول موجة للطيف قدرها 555 نانومتر (قريبة من اللون الأصفر)، ويسمى هذا المنحنى دالة لمعان.
والرؤية في ضوء ضعيف تسمى تأثير بوركينزي. وفيها يتغير الأحساس بالألوان ويحدث ذلك أثناء الغسق وأول الليل، حينما تبدأ في العين عملية المواءمة للرؤية في الظلام.

## تأثيرات بصرية
في ساعة الغسق نشعر بأن الألوان الزرقاء تكون أكثر لمعانا من الألوان الأخرى. وبنفس الحال نري ضوء القمر فهو يكون مائلا إلى اللون الأزرق عنه بالمقارنة بلون الشمس الأصفر البرتقالي. وتشتهر مقولة عن ضياع الشعور بالألوان في الظلام بالقول «في الليل تكون كل القطط رمادية اللون».
في الضوء تكون وضوح الرؤية أعلى ما يمكن وعلى الأخص في المنطقة المركزية لشبكة العين. وتكون الرؤية في الظلام أقل وضوحا. ونظرا لعدم وجود خلايا عصوية في مركز الشبكية فتعمل العين على الرؤية في الظلام والليل من منطقة جانبية من المركز لتحسين الرؤية. فخارج مركز العين تكون العصويات أبطأ في عملها من عمل الخلايا المخروطي’.
عملية المواءمة هذه التي تقوم بها العين عند عدم توافر الضوء تجعل العين تحتاج إلى وقت أطول للرؤية ويسمى ذلك تأثير بولفريش.
تصل حافة شعور الرؤية في الظلام عند شدة إضاءة من
3 · 10−6 شمعة/متر2 حتى 0,03 شمعة /متر2, وتأتي بعدها منطقة الرؤية الوسطية التي تمتد إلى 3 - 30 شمعة/متر2 (حواف الرؤية تختلف من شخص إلى شخص). وعنما تزداد شدة الإضاءة إل 3 - 30 شمعة
/متر2 فهنا تبدأ الرؤية في الضوء (رؤية النهار).
وإذا قمنا بحساب عدد الفوتونات اللازمة المقترنة بتلك الحساسيات فتكفي منها 50 -100 فوتونا (شعاع ضوء) لإعطاء شعور بالرؤية. ومع ذلك فلا يصل إلى الشبكية من هذا العدد من الفوتونات سوي نحو 20% ، أي بين 10 إلى 20 فوتون. ويمتص الجزء الباقي وهو الجزء الأكبر في مواد نظام العين والانعكاس فيه. وعلى ذلك فيتسبب فوتونا واحدا يصل إلى الشبكية لتحفيز مستقبل للضوء لإنتاج نبضة إلى عصب الرؤية.

## اقرأ أيضا
- خلية عصوية
- خلية مخروطية
- أوبسين
- رودوبسين
- رؤية غلسية